# Кч4
Кч4 — узкоколейный паровоз.

## История
Строились с 1949 по 1951 год в Чехословакии на заводах Škoda. Это были машины, аналогичные Пт-4, Кф4, Кв4, Кп4 и ВП4.
Начиная с 1949 года завод Шкода в Пльзени строил паровозы заводского типа 64Lo по чертежам паровоза П24 Коломенского завода (СССР). Было изготовлено 420 паровозов, получивших обозначения Кч4-001 — Кч4-420. Ещё четыре паровоза были построены в 1952 году и имели повторные номера со 197 по 200. Из-за путаницы во взаиморасчетах с заказчиком, эти четыре машины остались в Чехословакии. Тендеры для паровозов Кч4 изготавливал завод имени Готвальда в Брно. В Кч4 был применён целый ряд технических усовершенствований и изменений.

## Сохранившиеся паровозы
- Кч4-017 — в музее Аукштайтской УЖД (Литва).
- Кч4-100 — памятник возле транспортного училища в Таллине, Эстония[3].
- Кч4-101 — памятник на Привокзальной площади Ростова-на-Дону, разукомплектован (без тендера)[4].
- Кч4-110 — памятник в Тюри, Эстония[3].
- Кч4-228 — Ташкентский музей железнодорожной техники, Узбекистан[5].
- Кч4-235 — памятник возле ЖД-вокзала в Кузнецке Пензенской области, привезён с УЖД Выксунского леспромхоза.
- Кч4-276 — памятник в Харовске, Вологодская область[6].
- Кч4-286 — памятник на территории депо завода в Выксе Нижегородской области.
- Кч4-328 — памятник возле ДК Железнодорожников в Екатеринбурге[7].
- Кч4-332 — принадлежит музею Лавассааре (Эстония), где водит туристический поезд. Сдавался в аренду на УЖД Гулбене — Алуксне и Аукштайтскую УЖД. Укомплектован тендером от аналогичного паровоза Пт-4-114. Родной тендер до 2013 года находился в виде памятника на шпалопропиточном заводе г. Бологое с паровозом Кп4-447, после вместе с ним был восстановлен и отправлен на Южную трассу Малой Октябрьской железной дороги.
- Кп4-483 типа 0-4-0 - памятник установлен у здания РГУПС на пр.Ленина в г. Ростове-на-Дону.
- Кч4-335 — памятник в музее лесорубов города Эскола (Финляндия). Выкуплен с Зеленодольского шпалопропиточного завода.

## Паровозы КЧ в культуре

### На почтовых марках

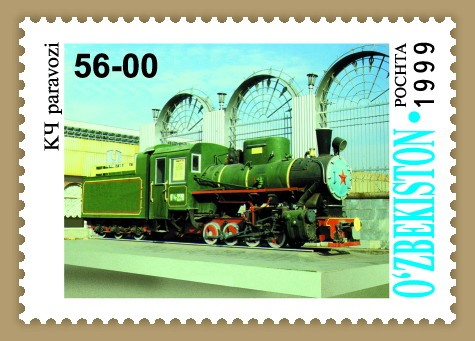
КЧ на узбекистанской почтовой марке

## Фотогалерея

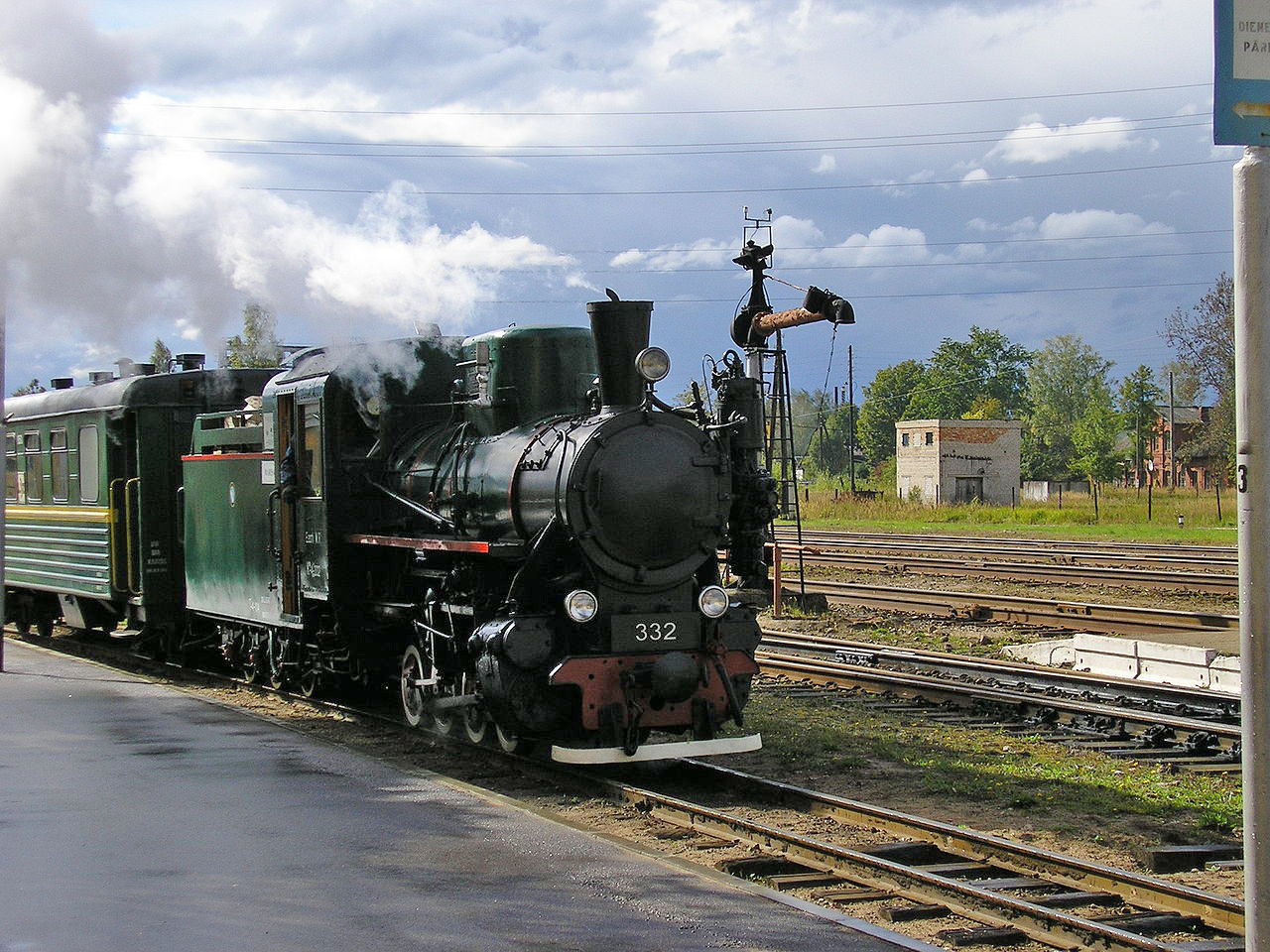
Паровоз Кч4-332
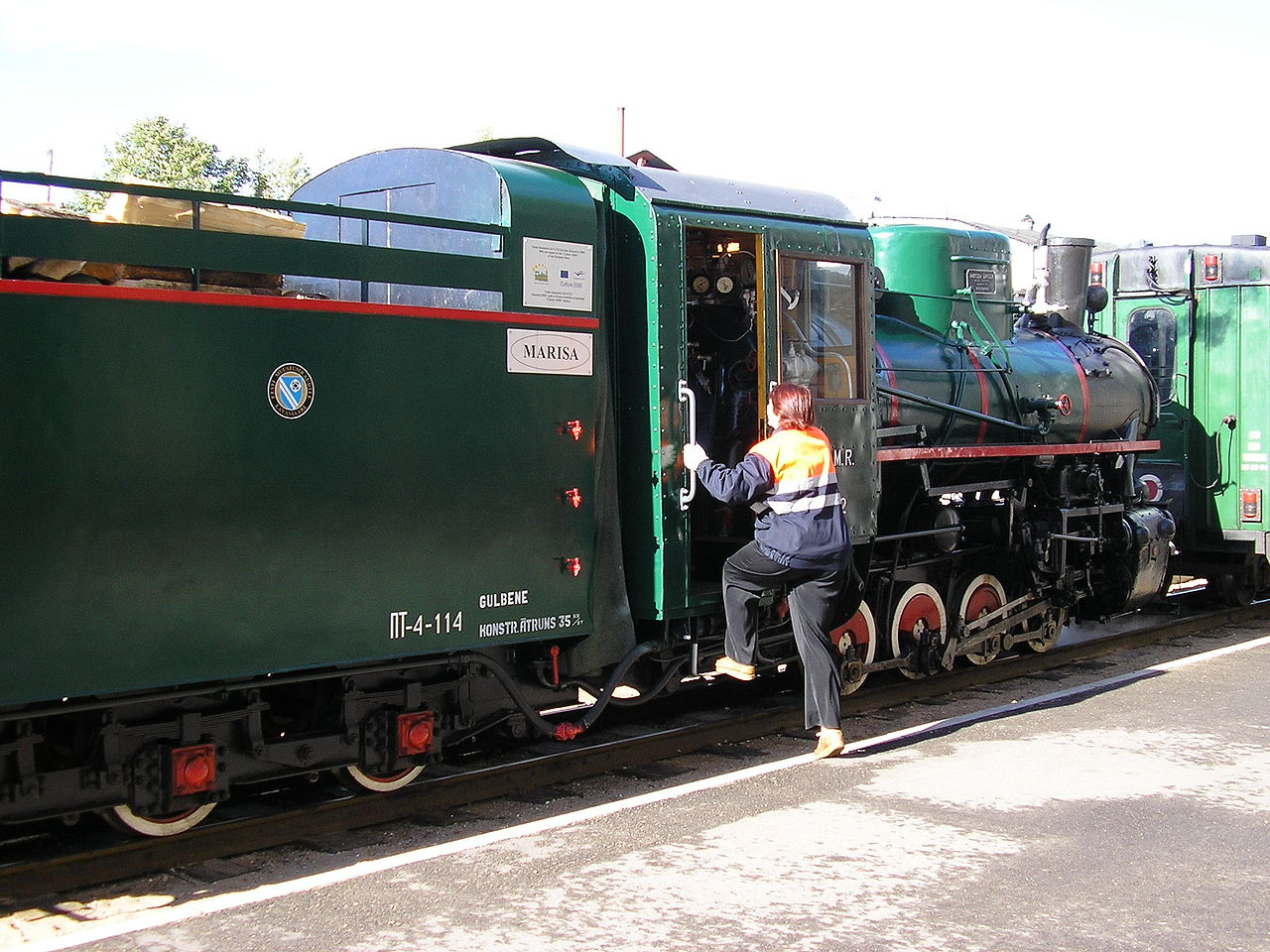
Паровоз Кч4-332 c тендером ПТ4-114
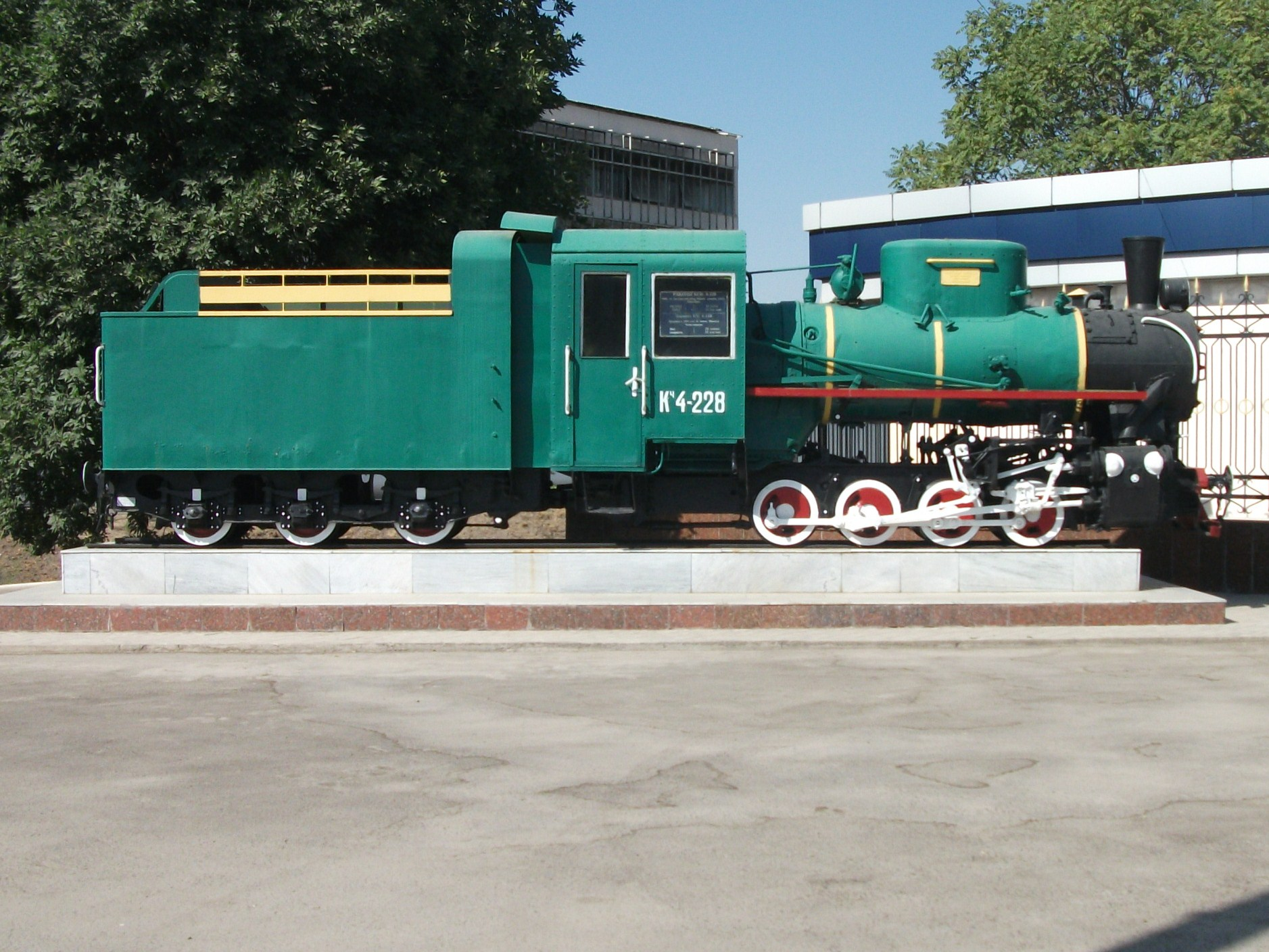
Кч4-228 у Музея железнодорожного транспорта в Ташкенте
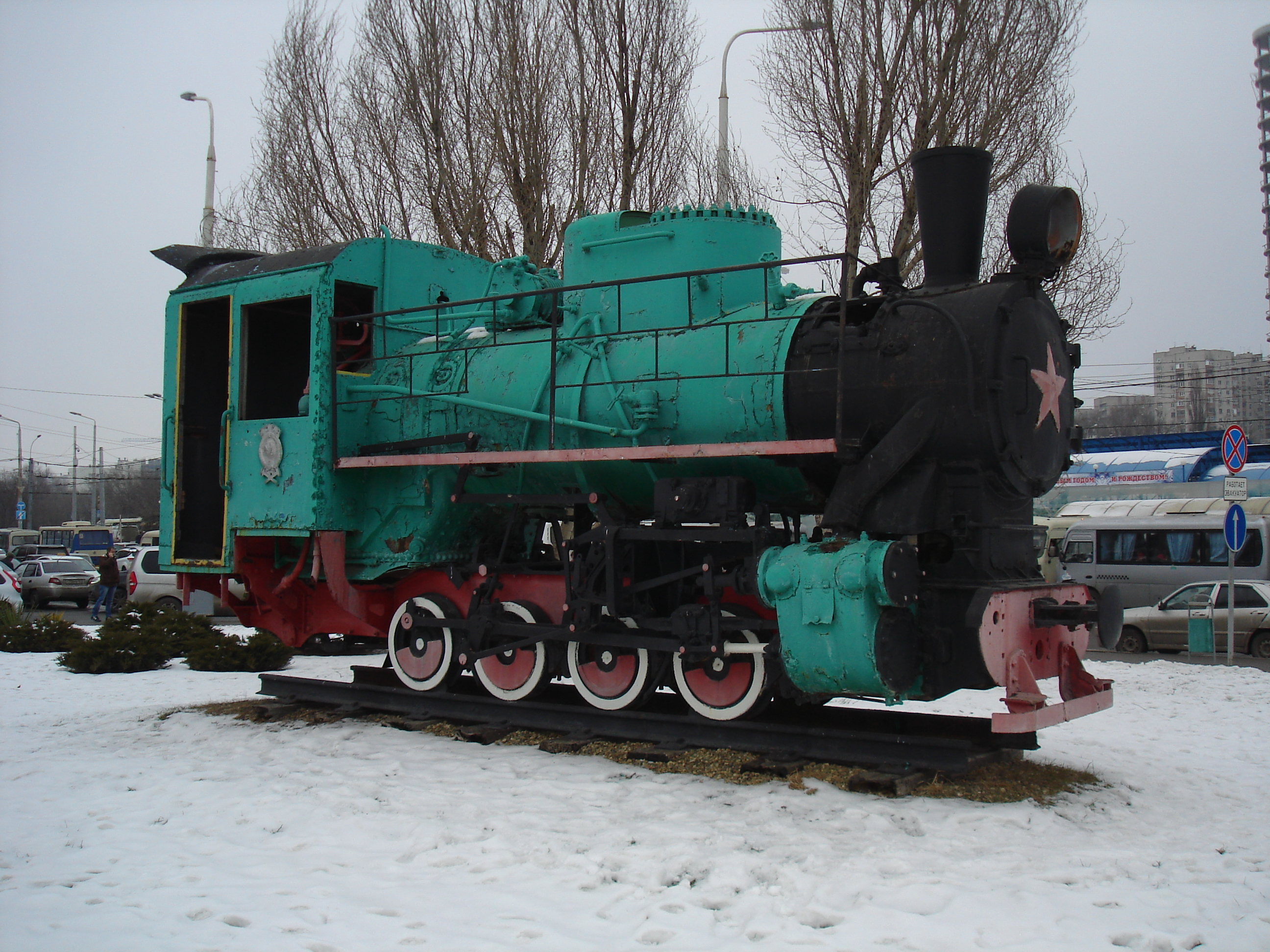
Кч4-101 на Привокзальной площади Ростовa-на-Дону